# 長岡市役所
長岡市役所（ながおかしやくしょ）は、日本の地方公共団体である長岡市（新潟県）の執行機関としての事務を行う施設（役所）である。

## 概要

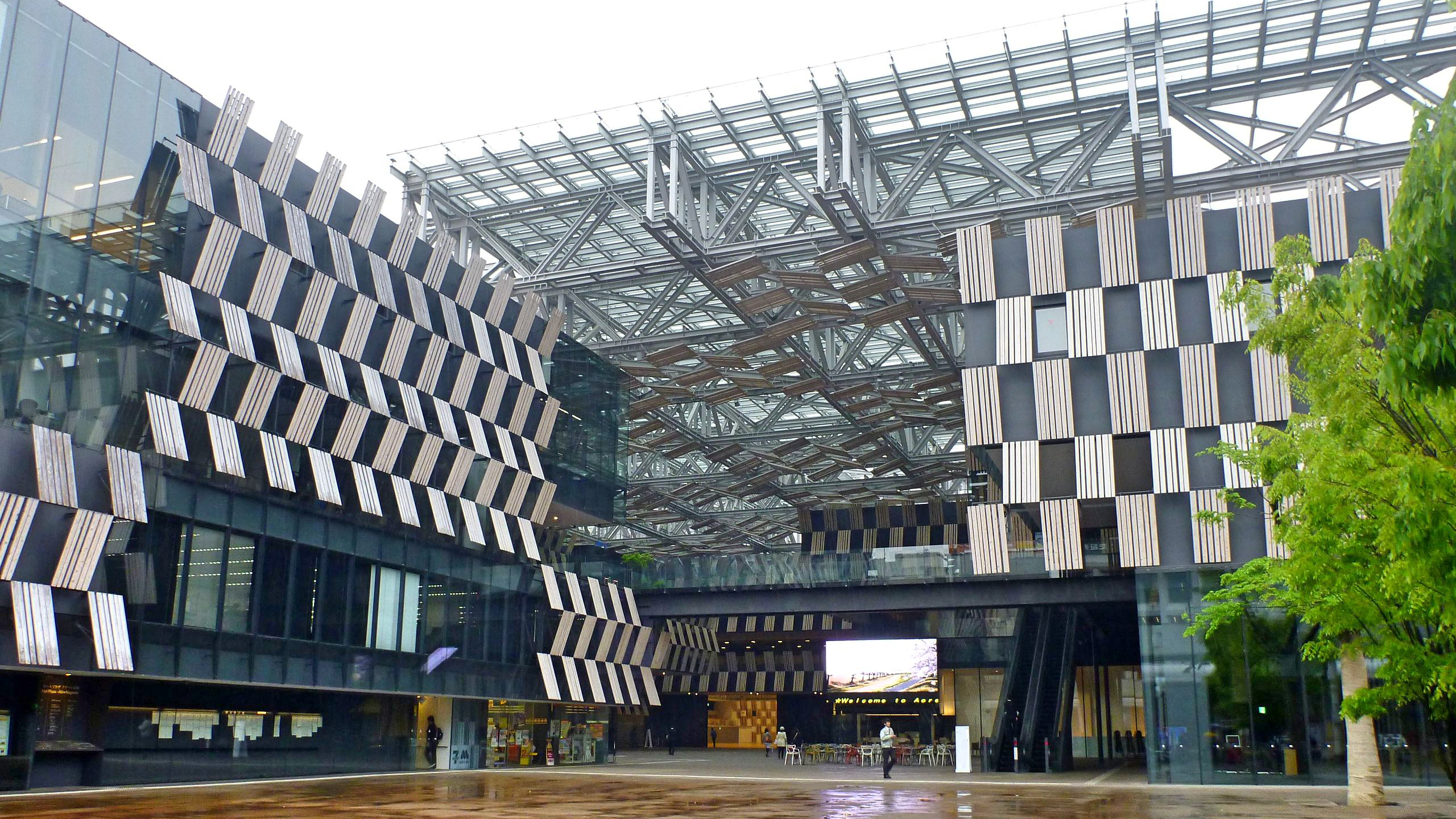
市役所の中枢機能はアオーレ長岡に置かれている

本庁の機能は、2012年（平成24年）4月1日より使用を開始した長岡市シティホールプラザ アオーレ長岡を中心に、長岡駅大手口側の中心市街地に置かれている。
大手通一丁目のアオーレ長岡本庁舎には、市長室、市議会議場など市政の中枢部が置かれている他、本庁の大部分の部署が配置されている。市民窓口のほとんども同庁舎内に設けられている。
大手通二丁目の大手通庁舎は、再開発街区「フェニックス大手」のイースト5 - 8階に入る。また大手通り向かい側に所在するながおか市民センター（市民センター庁舎）は、総合スーパー「丸大長岡店」が、大手口駅前への新築移転や業態転換などを経て閉店した後の店舗施設を改修したもので（店舗施設に関する経緯は丸大を参照）、それぞれ本庁の部署が置かれている。
中心市街地から南西約2 kmの幸町二丁目に所在するさいわいプラザ（幸町庁舎）は、1977年（昭和52年）に竣工した旧市役所本庁舎（4代目）で、アオーレ長岡竣工に伴って本庁機能が移転した2012年（平成24年）4月から耐震改修を実施した上で後述の柳原分庁舎などに配置されていた教育関連の部署を移転し、2014年（平成26年）3月から順次業務を開始した。
2014年春に閉鎖された柳原町の柳原分庁舎は、1955年（昭和30年）に竣工した旧市役所本庁舎（3代目）で、後年は生涯学習やスポーツに関する部署が配置され、長岡市立科学博物館と長岡市中央公民館を併設していた。老朽化が著しいため、幸町庁舎の改修完了に伴い同庁舎へ機能を移転し、2015年に映画のロケ地となった後2016年に解体された。
この他、分庁舎が長岡市中心部の川東地域内を中心に環境衛生センター、長岡市社会福祉センター（トモシア）、摂田屋分室など分散して配置されている。また平成の大合併の際に編入合併した旧10市町村の地域には支所が置かれ、市民窓口のほか各地域固有の業務が行われている。
支所は以前の自治体が使用していた市庁舎などをそのまま転用した。

## 歴史

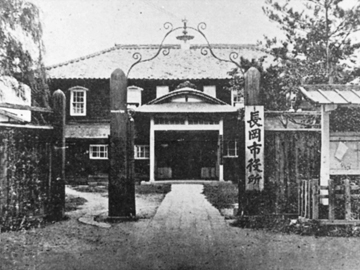
初代の長岡市役所庁舎

- 1906年（明治39年）4月1日 - 古志郡長岡町が市制を施行し、長岡市が発足。坂ノ上町（現在の坂之上町）の長岡町役場を市役所とする（初代庁舎）。

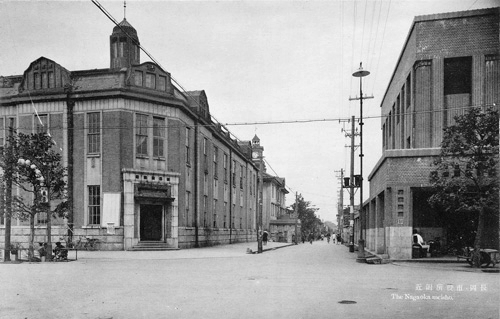
2代目の長岡市役所庁舎（写真左）

- 1921年（大正10年）7月11日 - 坂ノ上町（現：大手通二丁目・大和長岡店→カーネーションプラザ→NaDeCBASE〕立地）に新庁舎が竣工（2代目庁舎）。

鉄筋コンクリート造 地上2階建、設計 : 片岡謙吉、新潟県内の市町村庁舎として初のコンクリート造
- 1945年（昭和20年）8月1日 - 長岡空襲により市庁舎が外壁を残し内部を焼失、8月6日に今朝白町の長岡国民学校高等科（現在の長岡市立阪之上小学校付近）に仮庁舎を開設。
- 1946年（昭和21年）5月10日 - 市庁舎の再建工事が竣工。
- 1955年（昭和30年）10月15日 - 柳原町に新本庁舎が竣工（3代目庁舎）、大手通り二丁目から庁舎を移転。

鉄筋コンクリート造 地上5階建、設計 : 石本建築事務所

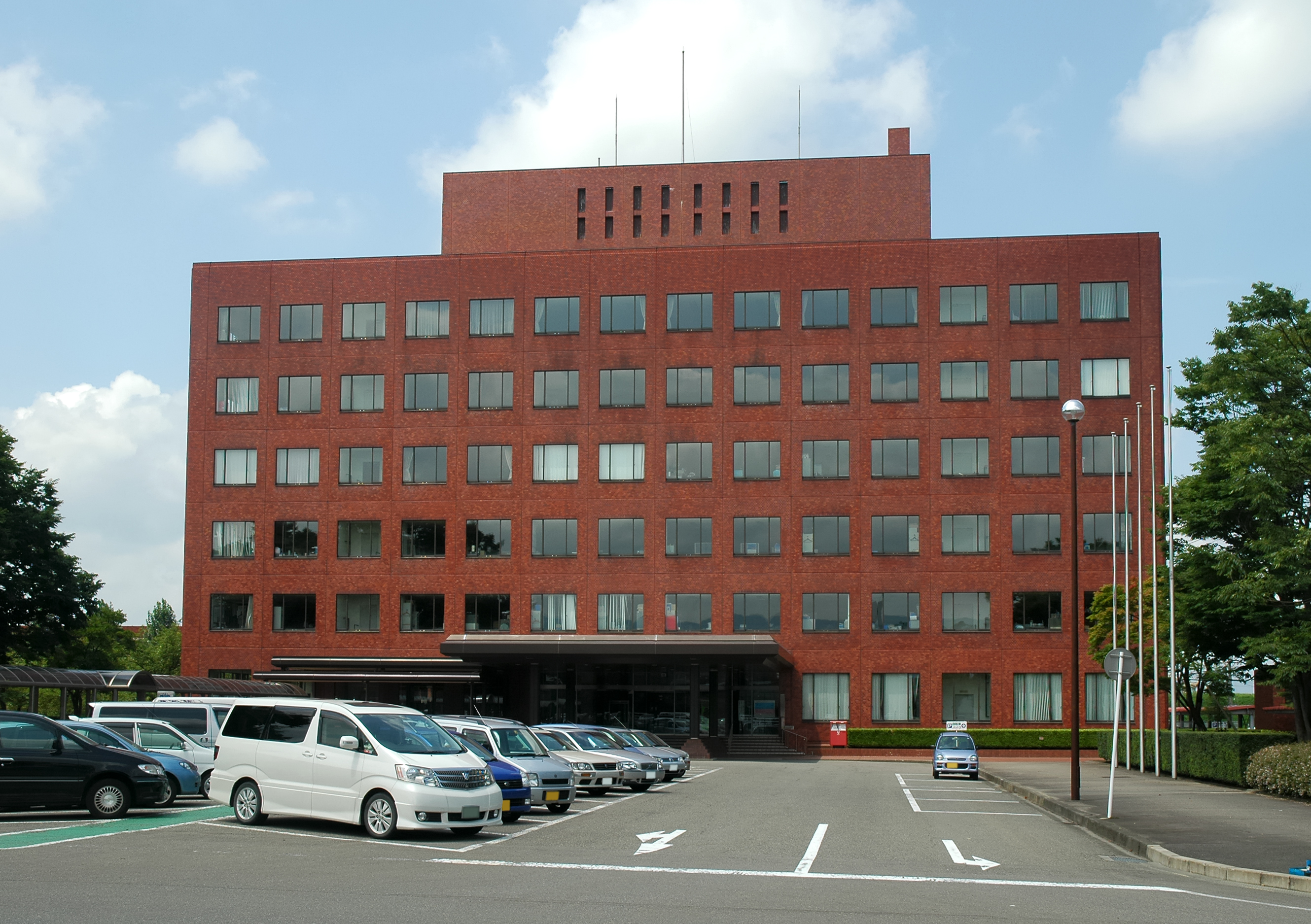
4代目の長岡市役所庁舎（2014年4月から「さいわいプラザ」としてリニューアルオープン）

- 1977年（昭和52年）10月11日 - 幸町二丁目に新本庁舎が竣工（4代目庁舎）、柳原町から庁舎を移転[2][3]。

鉄骨鉄筋コンクリート造 地下1階・地上8階建、設計 : 三菱地所
- 2001年（平成13年）10月1日 - ながおか市民センターがオープン[4]。
- 2008年（平成20年）5月7日 - 旧寺泊高校を改修し寺泊支所を寺泊上田町から寺泊烏帽子平に移転[5]。
- 2012年（平成24年）4月1日 - 大手通一丁目に新本庁舎・アオーレ長岡が竣工（5代目庁舎）、幸町二丁目から庁舎を移転。

鉄筋コンクリート造 一部鉄骨造 プレストレストコンクリート造 地下1階・地上4階建、設計 : 隈研吾建築都市設計事務所
- 2014年（平成26年）4月29日 - 4代目本庁舎を改修し、「さいわいプラザ」として新装開館[6][7]。
- 2024年（令和6年）9月24日 - 旧栃尾文化センターを改修し栃尾支所を金町2丁目から中央公園に移転[8]。

## アオーレ長岡本庁舎

### 所在地
- 〒940-8501
- 長岡市大手通一丁目4番地10

### 開庁時間
市役所総合窓口（東棟1階）
- 平日 - 午前8時30分から午後5時15分
- 土・祝日 - 午前9時から午後5時
- 日曜日は閉庁日となる。

それ以外の部署
- 平日 - 午前8時30分から午後5時15分

### アクセス
- 長岡駅大手口から徒歩約3分（ペデストリアンデッキ「大手スカイデッキ」から直通可能）

### フロア構成
| 階  | 西棟                                                                                             | 東棟 |
| --- | ------------------------------------------------------------------------------------------------ | --- |
| 4F  | 議長室、副議長室、第一委員会室、第二委員会室、議会総務課、応接室、会派室、第一会議室、第二会議室 | 市長室、副市長室、秘書課、大会議室、災害対策本部会議室、危機管理防災本部、原子力安全対策室、第一応接室、第二応接室        |
| 3F  | （市民交流ホールB, C、市民協働センター、協働ルーム）                                             | 財政課、政策企画課、広報・魅力発信課、行政管理課、人事課、市民協働課、福祉総務課、庶務課、会議室、記者室、市民交流ホールD |
| 2F  | 議場、（ホワイエ、市民交流ホールA）                                                              | 収納課、市民税課、資産税課、国保年金課、福祉課、生活支援課、介護保険課                                                    |
| 1F  | 議場、（ホワイエ、市民交流ホールA）                                                              | 総合窓口、市民窓口サービス課、市民課、会計課、市営住宅相談室                                                              |
| B1F | 駐車場                                                                                           | 駐車場 |

## 大手通庁舎

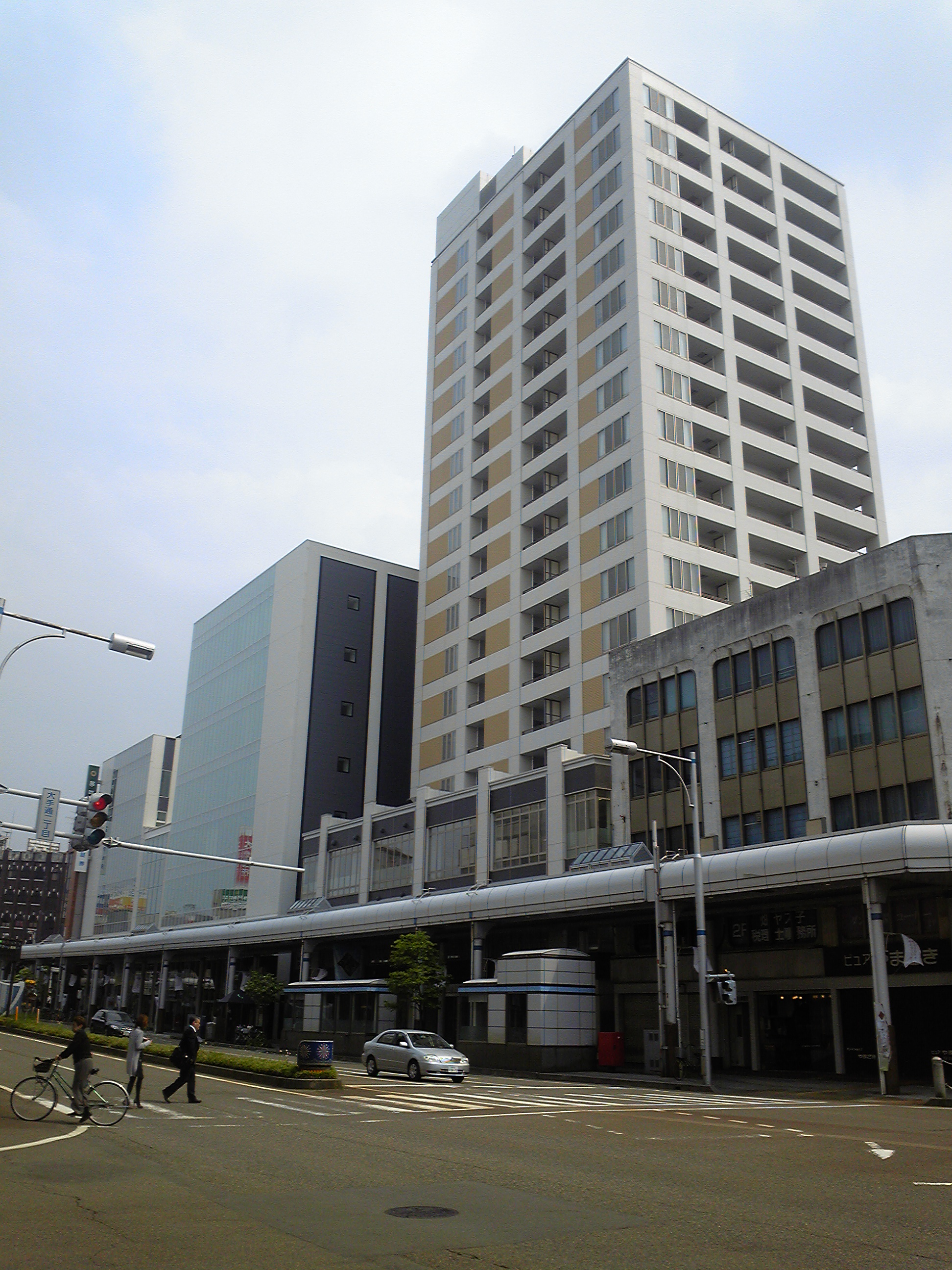
大手通庁舎が入るフェニックス大手

### 所在地
- 〒940-0062
- 長岡市大手通二丁目6番地 フェニックス大手イースト 5 - 8階

### 開庁時間
- 平日 - 午前8時30分から午後5時15分

### フロア構成
| 階      | 概 要福祉総務課、福祉総務課地域福祉推進室、児童家庭課、介護・高齢福祉課、都市計画課、都市開発課、商業振興課、工業振興課、企業誘致課、観光課、観光戦略室   | 概 要福祉総務課、福祉総務課地域福祉推進室、児童家庭課、介護・高齢福祉課、都市計画課、都市開発課、商業振興課、工業振興課、企業誘致課、観光課、観光戦略室   |
| ------- | --- | --- |
| 8F      | 都市政策課、建築・開発審査課、契約検査課 | 都市政策課、建築・開発審査課、契約検査課 |
| 7F      | 都市施設整備課、中心市街地整備室、コンプライアンス課 | 都市施設整備課、中心市街地整備室、コンプライアンス課 |
| 6F      | 管財課、財産マネジメント室、産業イノベーション課、NaDeC推進室、産業支援課、産業立地・人材課、人材・働き方政策室、観光企画課、観光事業課、（長岡花火財団） | 管財課、財産マネジメント室、産業イノベーション課、NaDeC推進室、産業支援課、産業立地・人材課、人材・働き方政策室、観光企画課、観光事業課、（長岡花火財団） |
| 5F      | 地域振興戦略部、用地課、監査委員事務局、DX政策課、行政DX推進課                                                                                            | |
| 4F - 3F | まちなかキャンパス長岡 | まちなかキャンパス長岡 |
| 2F      | 長岡震災アーカイブセンター | 長岡震災アーカイブセンター |

## 市民センター庁舎（ながおか市民センター）

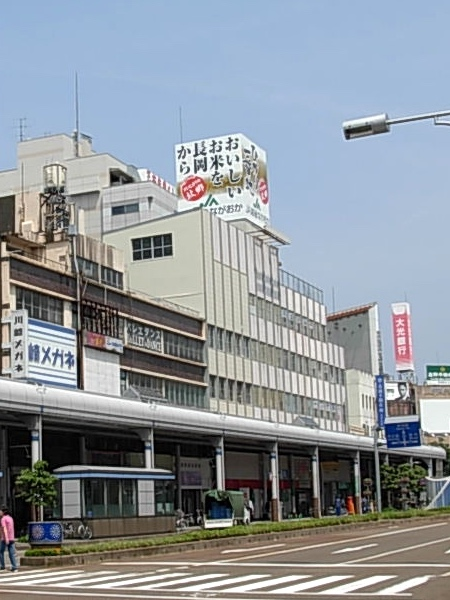
市民センター庁舎が入る「ながおか市民センター」

### 所在地
- 〒940-0062
- 長岡市大手通二丁目2番地6

### 開庁時間
- 平日 - 午前8時30分から午後9時
- 土・日・祝日 - 午前9時から午後6時30分

※運営・営業時間や定休日は、各施設により異なる

### フロア構成
| 階  | 概 要 | 概 要 |
| --- | --- | ----- |
| 5F  | 農水産政策課、農林整備課、農業委員会事務局、地域建設課、鳥獣被害対策課                                                                                           |       |
| 4F  | 土木政策調整課、道路管理課、道路建設課、河川港湾課 |       |
| 3F  | ハローワークプラザ長岡、ジョブカフェながおか、下水道課 |       |
| 2F  | 人権・男女共同参画課、男女平等推進センターウィルながおか、ウィルながおか相談室、消費生活センター、（長岡観光コンベンション協会、市民打合せコーナー、学習コーナ） |       |
| 1F  | 国際交流センター「地球広場」、受付コーナー、（市民ギャラリー）                                                                                                   |       |
| B1F | 国際交流課、長岡市国際交流協会、（新潟県起業支援センター CLIP長岡）                                                                                              |       |

### 将来計画
市民センターは再開発のため建物を丸大から2020年度（令和2年度）に長岡市が無償取得し、土地をUR都市機構が購入した。その後、市民センター機能を米百俵プレイスに移転予定であり、庁舎跡地はURにより再開発予定である。

## 米百俵プレイス ミライエ長岡

### 所在地
- 〒940-0062
- 長岡市大手通二丁目3番地10 米百俵プレイス ミライエ長岡3階

### 配置されている部課
- ミライエ長岡企画推進室

## 幸町庁舎（さいわいプラザ）

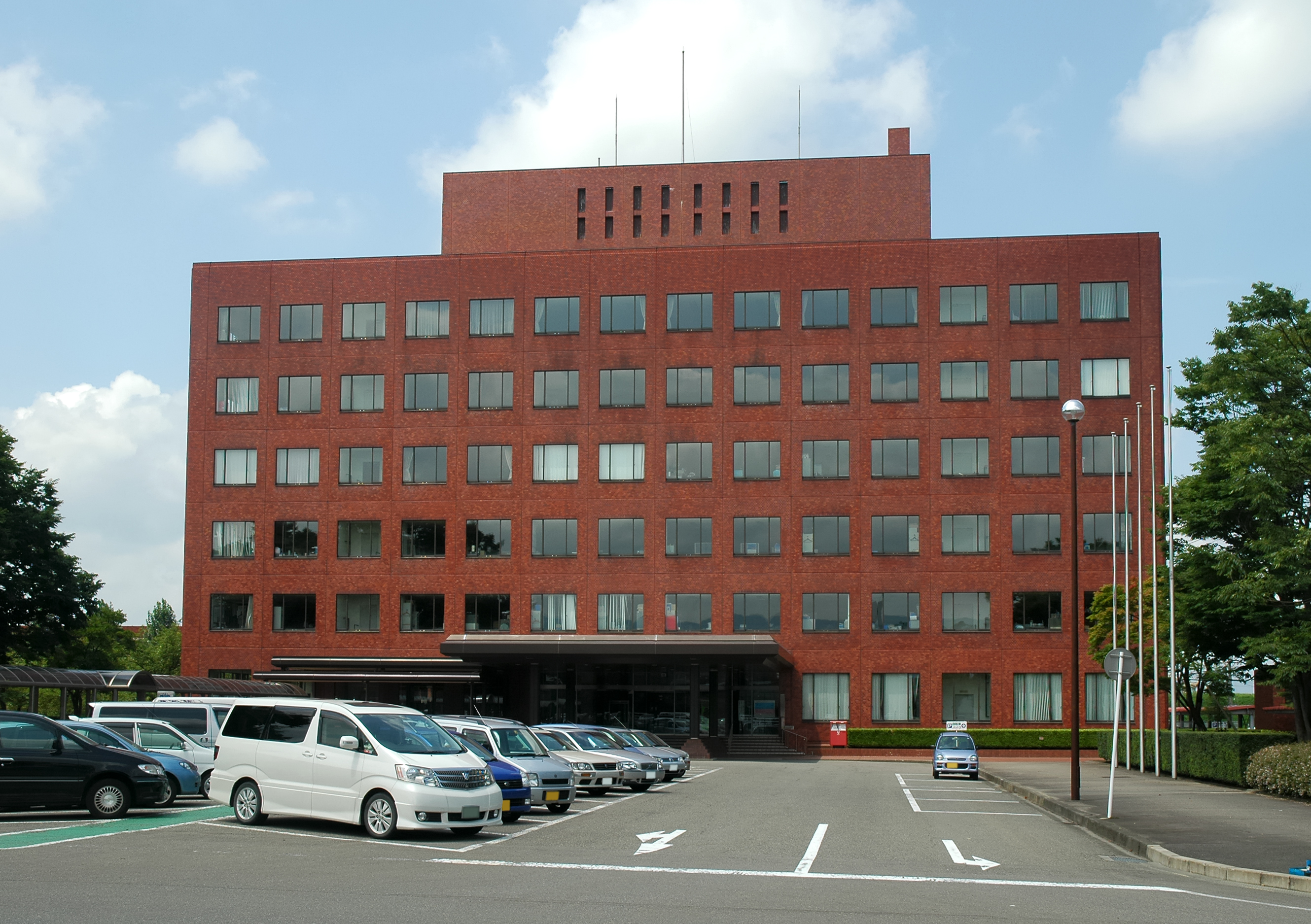
幸町庁舎は市の公共施設を内包する複合交流施設「さいわいプラザ」内に置かれている

### 所在地
- 〒940-0084
- 長岡市幸町二丁目1番1号

### フロア構成
| 階 | 概 要 | 概 要 |
| -- | --- | ----- |
| 6F | 子ども・子育て課、保育課、子ども家庭センター、長寿はつらつ課                                                                                             |       |
| 5F | 改装工事中の為、使用していない。 |       |
| 4F | 教育総務課、教育施設課、学務課、学校教育課、英語指導室、（中央公民館大ホール）                                                                           |       |
| 3F | 文化振興課、スポーツ振興課、長岡市スポーツ協会、介護認定室、介護認定審査会室、科学博物館事務室、長岡藩主牧野家史料館、健康センター中ホール、中央公民館、 |       |
| 2F | 健康増進課、保健医療課、印刷室、健康センター（健診ホール、健診室、相談室）                                                                               |       |
| 1F | 休日・夜間急患診療所、休日急患歯科診療所、中越こども急患センター、長岡市薬剤師会会営薬局、科学博物館展示室、科学博物館交流室、市民ホール                 |       |

長岡市中央公民館、長岡市立科学博物館、長岡市健康センターが併設されている。
5階は改装工事の為、DX政策課と行政DX推進課は大手通庁舎に、選挙管理委員会事務局は越路支所に移転。

## 環境衛生センター
所在地
- 長岡市寿3丁目6番1号

配置されている部課
- 環境政策課、環境施設課、環境業務課

## 長岡市社会福祉センター（トモシア）
所在地
- 新潟県長岡市表町二丁目2番地21 ながおか町口御門 1 - 3階

配置されている部課
- 障害者基幹相談支援センター、地域包括支援センターなかじま・おもてまち、ひきこもり相談支援室、社会福祉協議会

## 支所
支所機能の一部を集約した地域事務所が和島支所内に北部地域事務所、越路支所内に南部地域事務所に開設されている。2025年度（令和7年度）に栃尾支所内に栃尾地域事務所を設置し、和島・寺泊・与板地域を管轄する北部地域事務所、越路・小国・川口地域を管轄する南部地域事務所、栃尾地域を管轄する栃尾地域事務所、長岡地域に加え中之島・三島・山古志地域を管轄する本庁へ体制移行である。地域事務所では、土木・農林（水産）、保健、公共施設維持管理、災害対応支援、鳥獣被害対応支援等の業務を行い、支所は産業建設課を廃止し、地域振興・市民生活課のみ設置する予定である。
中之島支所
長岡市中之島788番地
越路支所
長岡市浦715番地
2024年（令和6年）4月1日に越路・小国・川口地域を管轄する南部地域事務所設置。本庁機能のうち庶務課統計係が入所。さいわいプラザ5階の工事に伴い、選挙管理委員会事務局も設置。
三島支所
長岡市上岩井1261番地1
山古志支所
長岡市山古志竹沢乙461番地
小国支所
長岡市小国町法坂793番地
和島支所
長岡市小島谷3434番地4
2023年（令和5年）6月1日に和島・寺泊・与板地域を管轄する北部地域事務所設置。
寺泊支所
長岡市寺泊烏帽子平1977番地8
寺泊上田町の旧庁舎は1937年（昭和12年）建築であり老朽化のため2008年（平成20年）5月7日に寺泊高校敷地に移転した。
栃尾支所
新潟県長岡市中央公園1番36号
旧庁舎は長岡市金町2丁目1番5号に所在したが老朽化のため、栃尾文化センターの栃尾地域交流拠点施設（トチオーレ）への機能移転後の2024年（令和6年）9月24日に旧栃尾文化センターに移転した。
栃尾地域を管轄する栃尾地域事務所を設置。
与板支所
長岡市与板甲134番地
現庁舎老朽化のため、現庁舎敷地にコミュニティセンターと支所を集約した与板地域交流拠点施設を整備予定。これに伴い、2023年度（令和5年度） - 2025年度（令和7年度）の工事期間中は与板保健センターを臨時の庁舎とする予定。
川口支所
長岡市東川口1974番地26
現庁舎老朽化のため、川口文化会館、東川口保育園及び川口コミュニティセンター敷地にコミュニティセンターと支所を集約した川口地域交流拠点施設を整備する構想がある。

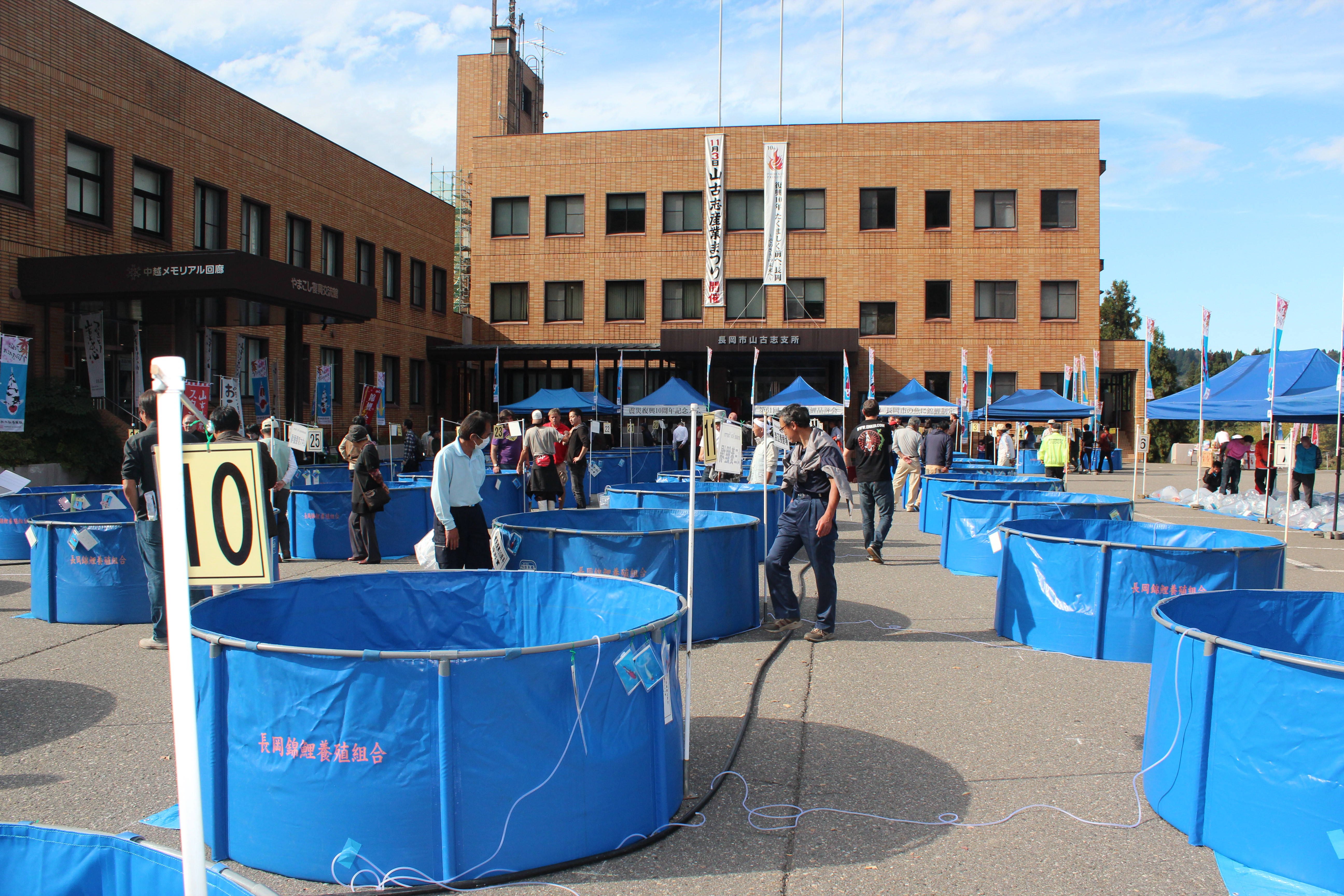
山古志支所（2014年10月26日「長岡市錦鯉品評会」のときの様子）

## 市民窓口
長岡市では住民票等各種証明書の発行・届出を受け付ける窓口として、市役所・支所の他に下記4箇所の市民窓口を開設している。 
西サービスセンター(土曜日は閉庁)
長岡市千秋2丁目278番地 リバーサイド千秋 1階
寺泊コミュニティセンター
長岡市寺泊敦ケ曽根551番地
青葉台コミュニティセンター
長岡市青葉台1丁目甲120番地8 長岡ニュータウンセンタービル 1階
太田コミュニティセンター
長岡市濁沢町482番地3